# Números irracionales distinguidos
En principio, diremos que un número que no se puede expresar como la razón de dos números enteros, obviamente con el consecuente ≠ 0, se llama número irracional. Uno de los que aparece en escena de la historia de las figuras y medidas es la raíz cuadrada de dos.

## Definición
Un número irracional es un número real que está en el complemento de los números reales racionales. x es número irracional si, solo si no existen m y n≠0, de tal manera que x = m/n. Entre los más conocidos tenemos a la raíz cuadrada de dos, la raíz cuadrada de tres, un tanto más complicado {\displaystyle {\sqrt {10-2{\sqrt {5}}}}}; desde los tiempos de Arquímedes el, π; ya en los tiempos modernos aparecen e y otros irracionales que aprovechan  la escritura decimal aperiódica de los números reales. 0.1020030004000...

### Clasificación
Algebraicos
Trascendentes

## Topología de los números irracionales
- El interior de los números irracionales, con la topología usual de los números reales, es el conjunto vacío {\displaystyle \emptyset }, pues dado el número real x no puede ser punto interior de Qc, pues el entorno (x-r; x+r) no está contenido en Qc , al tener también números racionales.
- La frontera de los números irracionales es el conjunto ℝ de los números reales. Pues el entorno de un número real cualquiera contiene tanto números irracionales como racionales.
- El exterior del conjunto Qc de los números irracionales es el conjunto vacío {\displaystyle \emptyset }
- La adherencia del conjunto Qc de los números irracionales es el conjunto ℝ de los números reales.
- El conjunto Qc no es cerrado, pues no es igual a su adherencia.
- El conjunto Qc no es abierto, pues no es igual a su interior.
- El conjunto Qc  es desconexo, pues para el caso dado, con el número 5 de extremo, formamos dos abiertos disjuntos H= ( -∞ ; 5) y J = ( 5; ∞) de modo que la unión H U J contiene al conjunto de todos los números irracionales, aunque H y J tiene intersección no vacía con el conjunto Qc; pero la intersección de Qc con H y J es igual a {\displaystyle \emptyset }. Luego el conjunto Qc es parte de la unión de dos abiertos disjuntos, por lo que es desconexo.
- El conjunto  Qc no es compacto, pues de hecho no es acotado.

## La raíz cuadrada de dos
En la antigua Atenas con el ánimo de medir la diagonal de un ágora (plaza cuadrada) cuyo lado mide cien pasos, al querer calcular la longitud de la vereda que unía dos esquinas, en la visión matemática: la diagonal, llegaron al descubrimiento de la raíz cuadrada de dos. La diagonal d con el lado l están atados por la ecuación d = l×{\displaystyle {\sqrt {2}}} 

## El número pi
Este número es la razón de la longitud de una circunferencia y la de su diámetro. Su notación es la inicial de la palabra griega περι afijo de periferia. El matemático William Jones entrega como símbolo de este número, en 1706, antes de Leonard Euler. Su irracionalidad aún se demostró en el siglo XIX.
Empleos
El pi es usado en el cálculo de las medidas de la circunferencia, círculo, elipse, esfera, cono, cilindro de bases circulares, toro, etc. Se usa en estadística en la distribución normal de Gauss, como medida en el sistema de medidas de radianes: la circunfrencia tiene 2π radianes.
Aproximaciones
De Arquímedes,
{\displaystyle \pi \approx {\frac {22}{7}}} el de mayor coeficiente de utilidad, que se deduce de la razón del error absoluto y del límite superior del error absoluto
De Adrian Antonius,
{\displaystyle \pi \approx {\frac {355}{113}}}

## La constante de Euler
Sea C un capital C invertido a la tasa i porperiodo de inversión y sea S el monto compuesto de C al término de n periodos de conversión. Puesto que produce Ci de interés durante el primer periodo de conversión, al final el nuevo capital será C + Ci = C(1+i), y así sucesivamente se tiene la sucesión de montos:
C(1+i); C(1+i)2, C(1+i)3,...forma una progresión geométrica que su enésimo tér(1+i)n
El factor (1+i)n es el monto compuesto de 1 a la tasa i por periodo, durante n periodos y será denominado el monto compuesto de 1.
Se puede plantear que la tasa {\displaystyle i={\frac {1}{n}}} sea función del número de periodos y que estos aumenten, en esas condiciones, el monto compuesto de 1, resulta  {\displaystyle m=(1+{\frac {1}{n}})^{n}}, cuyo límite cuando n crece cada vez, existe;  a este número se llama la constante de Euler. Y se define
{\displaystyle \lim _{n\to \infty }(1+{\frac {1}{n}})^{n}=e}.
- Para hallar su valor se desarrolla el binomio que da {\displaystyle 1+{\frac {1}{1!}}+{\frac {1}{2!}}+{\frac {1}{2!}}+...+{\frac {1}{n!}}}

- Por otro lado al hallar la integral definida de la función {\displaystyle y={\frac {1}{x}}} da valor 1 para límite inferior 1 y límite superior e.

{\displaystyle 1=\int _{1}^{e}{\frac {1}{x}}\,{\text{d}}x\,\!}, y en general se tiene
{\displaystyle lna=\int _{1}^{a}{\frac {1}{x}}\,{\text{d}}x\,\!}, que define el logaritmo natural de a. Por fin:
{\displaystyle lne=1}, lo que indica que {\displaystyle e} es la base de los logaritmos naturales o neperianos.
Irracionalidad
De la fórmula : {\displaystyle e=\sum _{i=0}^{n}{\frac {1}{i}}+{\frac {\theta }{q}},\ \ n>2}, haciendo n= p resulta:
{\displaystyle {\frac {p}{q}}=\sum _{i=0}^{q}{\frac {1}{i}}+{\frac {\theta }{q}},\ \ },
al multiplicar por q!, se deduce {\displaystyle p(q-1)!-l=\theta }, donde

{\displaystyle l=q!\sum _{i=0}^{q}{\frac {1}{i}}}
que es un número natural y hemos hallado una contradicción: pues que {\displaystyle \theta } está en el intervalo abierto <0, 1> 
Ecuación vinculante
Dos números racionales 1 y 0, con los números irracionales e, pi, o bien los números algebraicos  1 y 0 se juntan con los números trascendentes e, pi , mediante una ecuación en la que media la unidad imaginaria i.
{\displaystyle e^{i\pi }-1=0}

## El número de oro
Este número está orlado de misterio y fascinación desde la época de los griegos, Se le conoce con una retahíla de denominaciones: número áureo, razón áurea, proporción áurea, número dorado, etc.
Es la raíz de la ecuación de segundo grado cuyos coeficientes son unidades: x2 -x -1 = 0.
{\displaystyle \phi ={\frac {1+{\sqrt {5}}}{2}}}
La letra griega φ es la inicial del nombre del escultor Fidias, quien habría usado la proporción áurea en sus diseños.